# 말콤 자말 워너
말콤 자말 워너(Malcolm-Jamal Warner, 1970년 8월 18일 ~ 2025년 7월 20일)는 미국의 텔레비전 배우, 영화배우, 영화 프로듀서이다.

## 방송
- 텐 데이즈 인 더 밸리
- 스니키 피트

## 영화
- 샷 (2017년)
- 사랑보다 황금 (2008년) - 코델 역
- 15분 (2001년)
- 레스토랑 (1998년)
- 터스키기 에어맨 (1995년)
- 핵주먹 타이슨 (1995년)
- 신기한 스쿨 버스 (1994년)
- 사랑의 종소리 (1987년)
- 코스비 가족 (1984년)